# Ferdinand Leenhoff
Ferdinand Karel Adolf Constantijn Leenhoff (Zaltbommel, 24 mei 1841 - Nice, 25 april 1914) was een Nederlandse schilder en beeldhouwer.

## Leven en werk
Ferdinand Leenhoff werd geboren in Zaltbommel als zoon van Carolus Antonius Leenhoff (1807-1878), beiaardier en muziekleraar, en Martina Adriana Johanna Ilcken (1807-1876). Rond 1847 trok Leenhoff met zijn moeder, een aantal broers en zussen naar Parijs, waar zijn grootmoeder woonde. Zijn zus Suzanne leerde daar haar latere echtgenoot, de Franse schilder Édouard Manet, kennen. Ferdinand Leenhoff heeft model gestaan voor voor het schilderij Le déjeuner sur l'herbe (1863) van zijn zwager, hij is de man links, zittend naast Victorine Meurent.
Leenhoff was in Parijs leerling van beeldhouwer Joseph Mezzara, die later trouwde met zijn zus Mathilde. Leenhoff keerde later terug naar Nederland. Van 1890 tot 1899 was hij leraar aan de Rijksakademie van beeldende kunsten in Amsterdam. Hij overleed op 72-jarige leeftijd in Nice.

## Enkele werken
- 1876: standbeeld van Johan Rudolph Thorbecke, Thorbeckeplein in Amsterdam.
- 1887: standbeeld van Jan Pieterszoon Coen in Hoorn
- 1888: De nimf Echo, collectie Rijksmuseum Amsterdam
- 1892: buste van koningin Wilhelmina voor het Academiegebouw aan het Domplein in Utrecht
- 1898: Mercurius, collectie Rijksmuseum Amsterdam

## Galerij

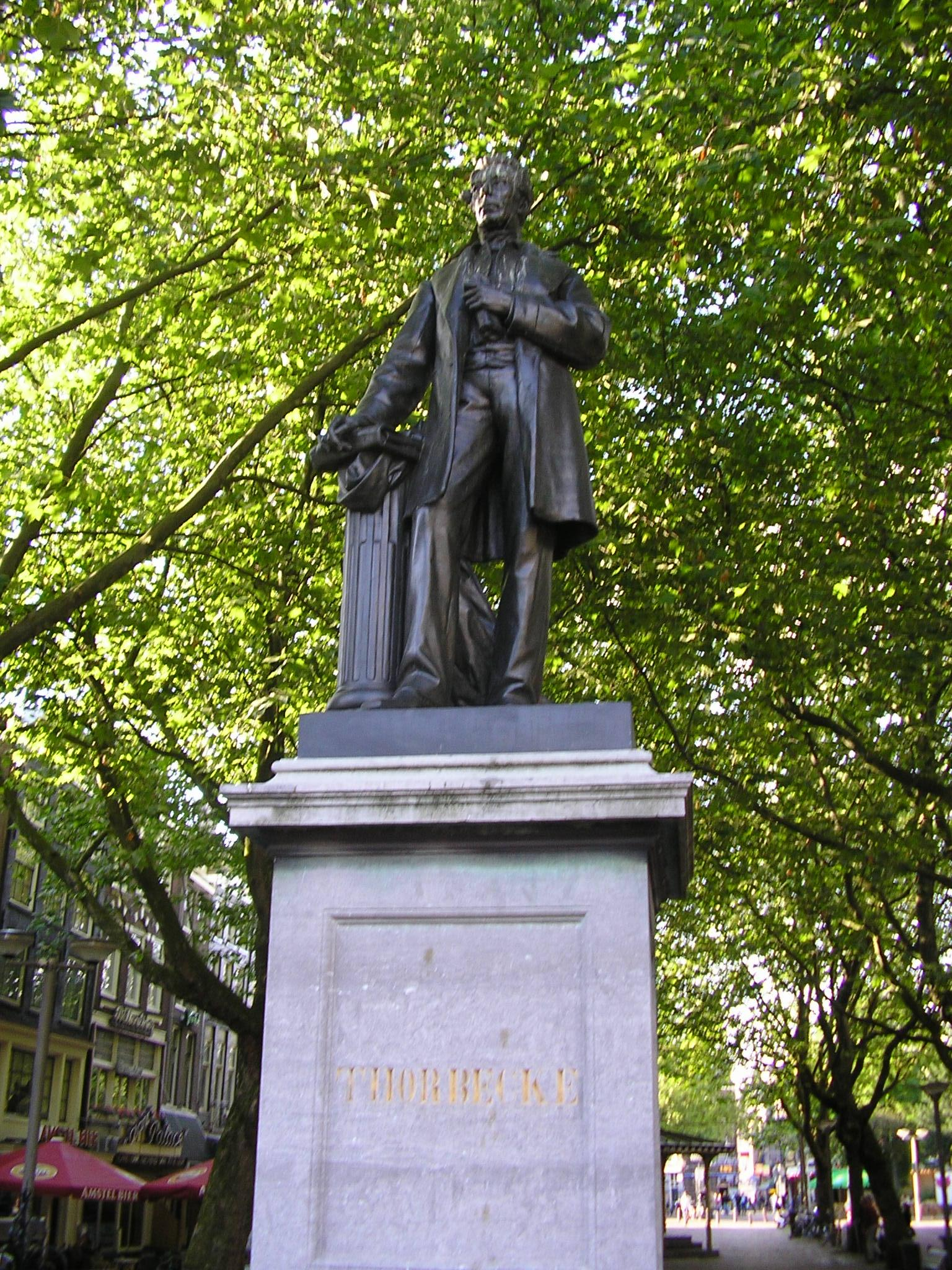
Thorbecke-monument (1876)
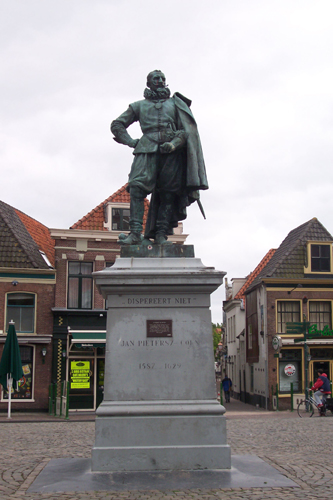
standbeeld Jan Pietersz Coen (1887)
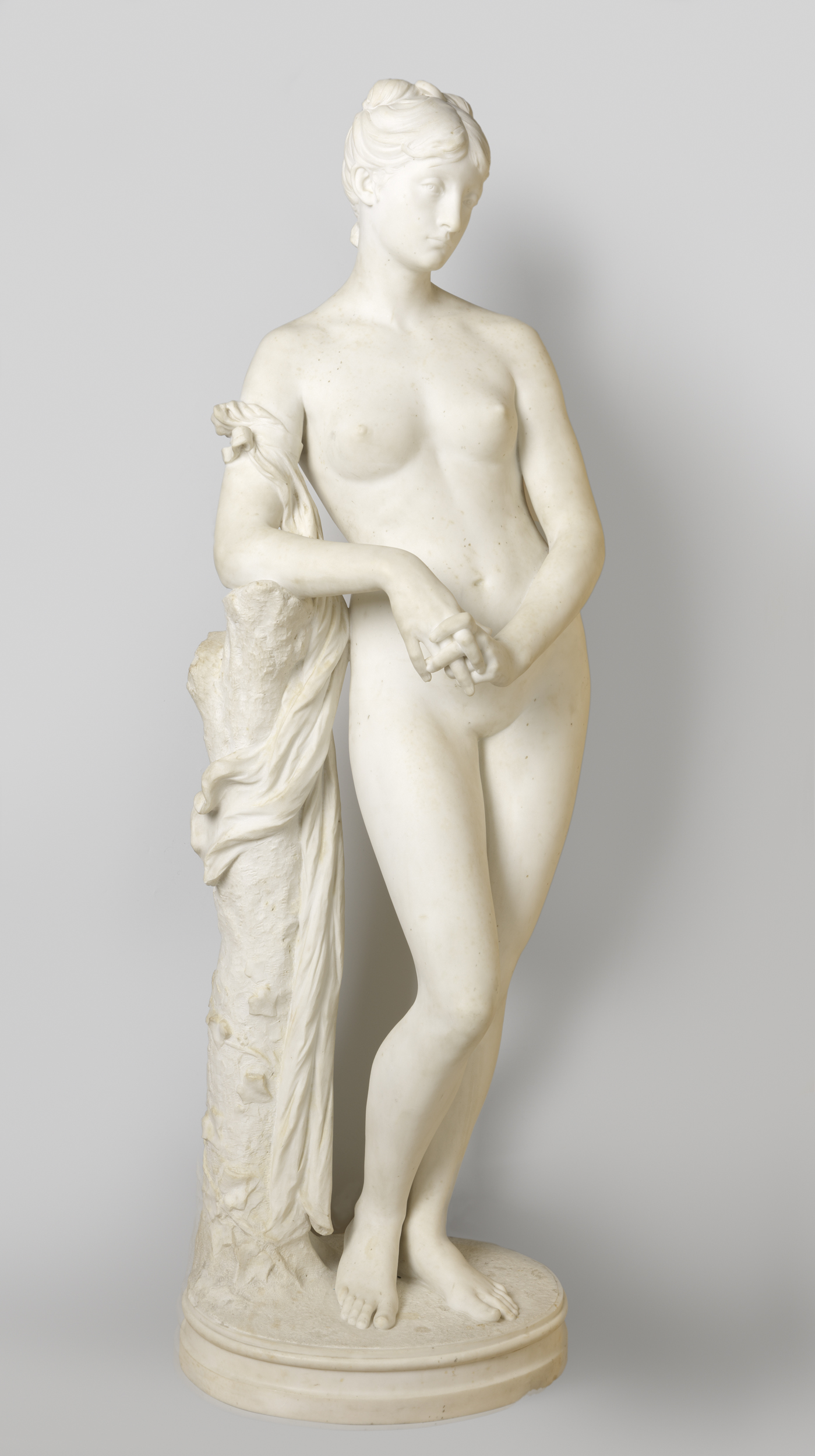
Echo (1888)
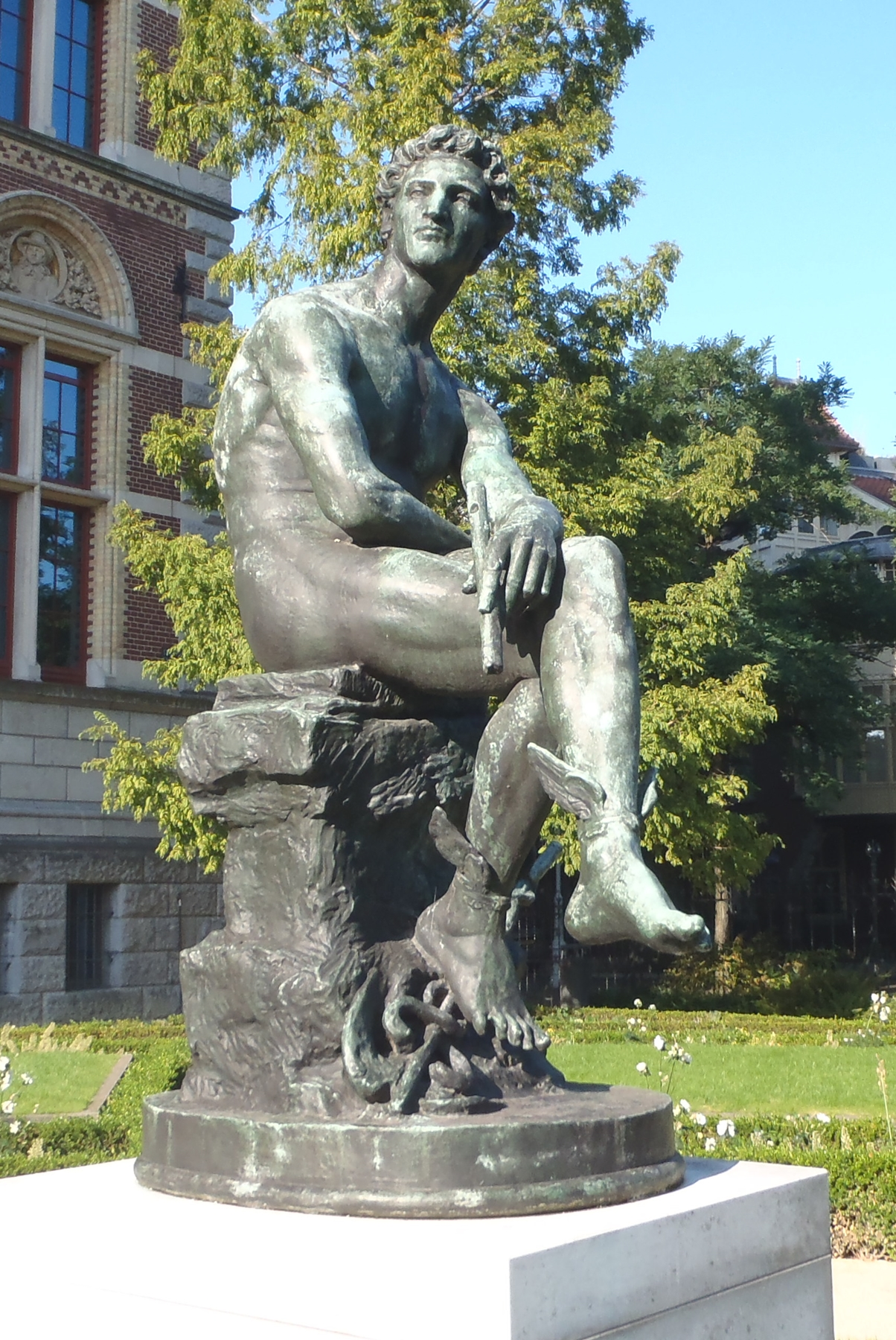
Mercurius (1898)